# Joseph Dalton Hooker
Joseph Dalton Hooker (ur. 30 czerwca 1817 w Halesworth (hrabstwo Suffolk), zm. 10 grudnia 1911 w Sunningdale (hrabstwo Berkshire)) – brytyjski botanik i podróżnik. Laureat Medalu Copleya.

## Życiorys
Urodził się jako drugi syn sir Williama Jacksona Hookera. Swą edukację rozpoczął w szkole w Glasgow, następnie studiował medycynę na tamtejszym uniwersytecie. Doktorat z medycyny obronił w roku 1839.
Uczestniczył w licznych podróżach badawczych. Brał udział w wyprawie na Antarktydę z Jamesem Clarkiem Rossem, po powrocie z której wydał książki:  Flora Antarctica, Flora Novae Zelandiae i Flora Tasmanica. W latach 1847–1851 podróżował po północnych Indiach. Mimo przygód (spędził jakiś czas jako więzień radży Sikkimu), wyprawa była znacznym sukcesem pod względem badawczym. Hooker i jego towarzysz, dr Campbell, opisali nieznane dotąd pogranicza Himalajów (wyniki badań opublikowało Calcutta Trigonometrical Survey Office), oraz zebrali dane na temat flory Sikkimu (w szczególności tamtejszych rododendronów) i Indii.
Podczas swych licznych podróży zwiedził też Tybet, Maroko, Nową Zelandię, Australię, Falklandy, Himalaje oraz zachodnią Amerykę Północną. Był zwolennikiem teorii ewolucji Darwina. Zajmował się botaniką systematyczną oraz geografią roślin.
W poszczególnych krajach pracował nad poznawaniem i opisywaniem nowych roślin, tworząc w ten sposób leksykony przyrodnicze: Flora Antarktydy (1844–1847), Flora w Indiach (1875–1897). Opracował też klasyfikację roślin wraz z George’em Benthamem pt.: Genera Plantrum (1862–1883).
W 1847 został członkiem Towarzystwa Królewskiego, którego prezesem wybrano go w 1873. Otrzymał kolejno (w 1854, 1887 i 1892) trzy medale Towarzystwa: Royal, Copleya i Darwina. W 1907 otrzymał Order of Merit. Mianowany w 1855 wicedyrektorem ogrodów w Kew, dziesięć lat później zastąpił na tym stanowisku swego ojca, i piastował pozycję dyrektora przez 20 lat. Przyczynił się do ich powiększenia. Od 1885 był członkiem zagranicznym Królewskiej Holenderskiej Akademii Sztuk i Nauk.
Na jego cześć nazwano wyspę.
Standardową skróconą formą autora, używaną do wskazania przy cytowaniu nazw botanicznych, jest Hook.f..